# Suphalomitus malayanus
Suphalomitus malayanus is een insect uit de familie van de vlinderhaften (Ascalaphidae), die tot de orde netvleugeligen (Neuroptera) behoort. 
Suphalomitus malayanus is voor het eerst wetenschappelijk beschreven door McLachlan in 1871.